# Gustave Aimard
Gustave Aimard (13 septembrie 1818 – 20 iunie 1883) a fost autorul a numeroase cărți despre America Latină.

## Biografie
Aimard s-a născut sub numele de Olivier Aimard în Paris. După cum a spus el odată, era fiul a doi oameni care erau căsătoriți, „dar nu unul cu celălalt”. Tatăl său, François Sébastiani de la Porta (1772-1851), a fost general în armata lui Napoleon și unul dintre ambasadorii guvernului regelui Ludovic-Filip, înaintat în 1840 la rangul de Mareșal al Franței. Sébastiani a fost căsătorit cu ducesa de Coigny. În 1806 cuplul a avut o fiică: Alatrice-Rosalba Fanny. La scurt timp după naștere, mama ei a murit. Fanny a fost crescută de bunica ei, ducesa de Coigny. Potrivit ediției din 9 iulie 1883 a New York Times, mama lui Aimard a fost Mme. de Faudoas, care era căsătorită cu Jean Marie René de Savary, duce de Rovigo (1774-1833).
Aimard a fost încredințat unei familii care a fost plătită pentru a-l crește. De la vârsta de nouă sau doisprezece ani a fost trimis pe o navă de pescuit heringi. Mai târziu, în jurul anului 1838, el a servit pentru o scurtă perioadă în Marina Franceză. După o ședere în America (unde, potrivit celor afirmate de el, a fost adoptat de un trib de comanși), Aimard a revenit la Paris, în 1847 - același an în care sora sa vitregă, ducesa de Choiseul-Pralin, a fost ucisă cu brutalitate de către nobilul ei soț. Reconcilierea cu (sau recunoașterea de către) familia lui biologică nu s-a întâmplat. După ce a servit pentru scurt timp la Garde Mobil Aimard a plecat din nou pe continentul american. De data asta a fost printre cei 150 de mineri angajați de ducele de Raousset-Boulbon, care a vrut să deschidă o mină în Mexic. Cu toate acestea, permisele de exploatare nu au fost emise, iar ducele a decis să-i elibereze pe oamenii săraci din Mexic. El a cucerit Hermosillo în 13 octombrie 1852. Ducele s-a îmbolnăvit grav în prima noapte de după victorie, iar sătenii din Hermosillo și-au eliberat imediat satul. Minerii au fugit și Aimard a revenit din nou în Franța.
În 1854 s-a căsătorit cu Adèle Lucie Damoreau, o artistă lirică, și a scris aproximativ șaptezeci de cărți, multe dintre ele despre indienii americani. Majoritatea cărților sale indiene au fost traduse în peste zece limbi străine. Recenziile făcute de critici analizează dacă cele povestite le-ar dăuna copiilor sau nu sau dacă sunt prea sângeroase sau nu. Cu toate acestea, sunt incluse între paginile cărților sale multe fapte istorice, antropologice și autobiografice. Descrierea Războiului Franco-German pierdut l-a făcut pe Aimard să-și piardă o mare parte din cititori. Aventura sa mexicană din 1852 este descrisă în Curumilla; istoria uciderii surorii sale vitrege Fanny în Te Land en Te Water I & II.
În 1870 Aimard și un număr mic de jurnaliști au participat la Războiul Franco-German în care el a obținut un succes modest (Bourget-affaire). În 1879 comunitatea literară din Rio de Janeiro l-a salutat ca pe un erou. Jurnalul lui Aimard despre această călătorie nu a fost niciodată tradus din limba franceză.
În timpul șederii sale în Rio de Janeiro s-a întâlnit cu împăratul Dom Pedro al II-lea al Braziliei, după cum reiese din scrisoarea din 11 ianuarie 1880 a lui Aimard către Pedro al II-lea, pe care a semnat-o Gustave Aimard.